# Val-de-Moder
Val-de-Moder is een gemeente in het Franse departement Bas-Rhin (regio Grand Est). De plaats maakt deel uit van het arrondissement Haguenau-Wissembourg. Val-de-Moder is op 1 januari 2016 ontstaan door de fusie van de gemeenten Pfaffenhoffen, Uberach en La Walck. Op 1 januari 2019 werd Ringeldorf aan de gemeente Val-de-Moder toegevoegd. De gemeente telde 5.047 inwoners op 1 januari 2022.

## Geografie
De oppervlakte van Val-de-Moder bedroeg op 1 januari 2022 9,01 vierkante kilometer; de bevolkingsdichtheid was toen 560,2 inwoners per km². 

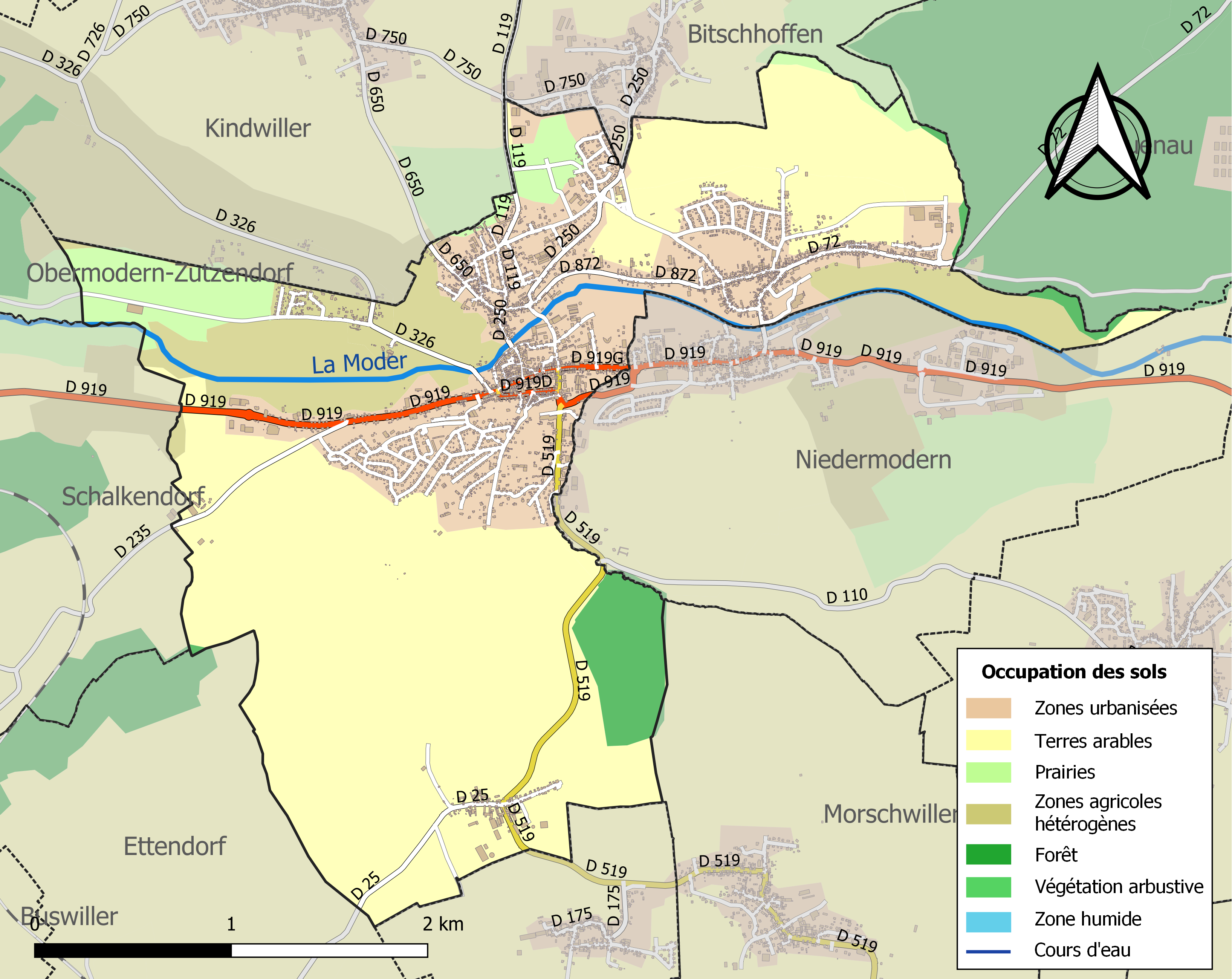
Kaart van de gemeente met de belangrijkste infrastructuur, bodemgebruik en omliggende gemeenten

Biblisheim · Bitschhoffen · Dambach · Dieffenbach-lès-Wœrth · Durrenbach · Engwiller · Eschbach · Forstheim · Frœschwiller · Gumbrechtshoffen · Gundershoffen · Gunstett · Gœrsdorf · Hegeney · Kindwiller · Kutzenhausen · Lampertsloch · Langensoultzbach · Laubach · Lembach · Lobsann  · Merkwiller-Pechelbronn · Mertzwiller · Mietesheim · Morsbronn-les-Bains · Niederbronn-les-Bains · Niedermodern · Niedersteinbach · Oberbronn · Oberdorf-Spachbach · Obersteinbach · Offwiller · Preuschdorf · Reichshoffen · Rothbach · Uhrwiller · Uttenhoffen · Val-de-Moder · Walbourg · Windstein · Wingen · Wœrth · Zinswiller